# Walo (patrouilleur)
Ne doit pas être confondu avec Walo.
Le Walo est un patrouilleur hauturier sénégalais, premier d'une série de trois OPV 58S. Il est commercialisé par Piriou et construit à Concarneau, avec le soutien de sa  coentreprise Kership, pour la Marine nationale sénégalaise. Elle réceptionne le navire au mois de juillet 2023 pour assurer des missions de souveraineté dans sa zone économique exclusive. Son nom provient d'un ancien royaume situé au nord-ouest du territoire, au niveau de l'embouchure du fleuve Sénégal, issu de l'éclatement de l'empire wolof du Djolof au XVIe siècle.

## Conception
D'une longueur de 62,2 m sur 9,5 m de large, la coque et la superstructure du navire sont en acier et en aluminium. Il embarque deux moteurs diesel de 2 220 kW qui garantissent une vitesse de 21 nœuds (39 km/h) en pointe. Le navire est armé de deux rampes missile antinavire Marte MK2/N, une rampe missile Simbad-RC (permettant de déployer deux missiles Mistral), un canon de 76 mm, deux canons de 20 mm et deux mitrailleuses de 12,7 mm. Le patrouilleur est doté du système de gestion de combat Polaris. Il peut déployer deux embarcations rapides semi-rigides grâce à deux rampes situées à l'arrière du bâtiment. Il est également doté d'une passerelle surélevée panoramique à 360 degrés,.

## Fonctions
La principale mission du Walo est d'assurer la souveraineté sénégalaise dans sa zone économique exclusive, laquelle s'étend sur 212 000 km2 le long de 700 km de côtes. Cette tâche nécessite toute la polyvalence du navire qui inclut la police des pêches, le contrôle de la pollution, la recherche, l'assistance et le sauvetage en mer, la lutte contre la piraterie, le terrorisme, la contrebande et les trafics illicites (de drogue et d'armes principalement). 
En complément de ses capacités de projection (embarcations commandos), il possède une capacité de dissuasion de premier rang grâce à ses systèmes d’armes de lutte anti-surface et de lutte anti-aérienne ; une capacité encore jamais vue dans la marine sénégalaise. Il est capable de rester environ 25 jours en opération sans besoin de ravitailler et d'atteindre jusqu'à 4 500 milles marins (8 334 km).

## Historique
Première unité du type OPV 58S, le Walo est commandé le 17 novembre 2019 et est réceptionné par la Marine sénégalaise le 7 juillet 2023. Il est inauguré près d'un mois plus tard, 3 août 2023, par le président Macky sall à la base navale Amiral Faye Gassama de Dakar. La commande de ce navire s'accompagne de deux autres bâtiments du même type ; le Niani et le Cayor. Sa mission principale est de renforcer la sécurité des gisements off-shore dans la ZEE sénégalaise.